# Carl Schmidt (Schauspieler)
Carl Schmidt, Karl Schmidt oder Carl Schmidl, (vor 1818 in Stettin – vor 1902) war ein deutscher Theaterschauspieler, Sänger, Tänzer und Theaterintendant.

## Leben
Die exakten Lebensdaten von Carl Schmidt ließen sich bisher nicht auffinden. Er wurde in Stettin geboren, und auf Grund seiner Begabung für Mimik und Pantomime trat er dort bereits als Sechsjähriger in einem sogenannten Liebhabertheater-Ensemble auf. Da seine Familie die sich abzeichnende Schauspielerkarriere nicht fördern wollte, musste Schmidt eine kaufmännische Lehre absolvieren mit anschließendem Architektur-Studium. Gegen den Willen seiner Eltern gab er schließlich seiner Theaterleidenschaft nach, indem er in Danzig in komischen Rollen erfolgreich debütierte und sogar als 1. Komiker am neuen Theater in Frankfurt a. d. Oder engagiert wurde. Diese Theatergesellschaft bereiste auch andere Städte, so dass Schmidt Gelegenheit hatte, in Stettin seine Verwandten von seinem Talent und Erfolg zu überzeugen. Anschließend fand er Engagement in Lübeck, wo er auch in der Rolle des Charakterschauspielers, insbesondere des Intriguants, überzeugte. In Schwerin war er zusätzlich als Regisseur tätig und danach ebenso in Erfurt, Magdeburg, Nürnberg, Amsterdam und Antwerpen. Es folgten Straßburg und Baden, dann übernahm er nacheinander die Direktion vom Bern und Basel.

Theater Basel 1831

Im Frühjahr 1838 wurde Schmidt für die Direktion des Freiburger Stadttheaters unter Vertrag genommen, die er zwei Jahre lang aufrechterhalten konnte, bis es trotz seiner Aufopferungsbereitschaft durch widrige finanzielle und personelle Umstände zur Kontraktauflösung kam. In den Jahren danach ist er verschiedentlich und mit nachlassender Bedeutung noch in Bern, Basel (vereinigt mit den Theatern in Genf, Lausanne, Dijon, Chalon-sur-Saône, Chambéry, Aix-les-Bains, Lyon) und Turin nachzuweisen (zuletzt für die Saison 1856/57) und wurde schließlich nur noch als Eigentümer mitgeführter Requisiten und Bücher erwähnt, für die er schon in den Jahren zuvor Anzeigen für Verleih in Almanachen aufgegeben hatte.

## Charakterisierung
Nachdem er überwiegend Naturburschen, jugendliche Liebhaber, Intriguants, jugendliche und altkomische sowie Charakter-Rollen und Väter gespielt hatte, war Schmidt im Laufe der Jahre in das Fach der Tragödie hineingewachsen, z. B. als Franz Moor, Daniel, Ossip, Claude Frello (von Charlotte Birch-Pfeiffer). Scharf markierte Charaktere lagen ihm infolge seiner ausgeprägten Mimik am allerbesten. Schmidt wird ein großes Talent nachgesagt, das jedoch nicht voll zur Entfaltung gebracht werden konnte wegen seines Mangels an Durchsetzungsvermögen und dadurch finanziell bedingten Sorgen bis hin zu mehrmaligem Bankrott sowie alle möglichen Unvorhersehbarkeiten bei der Theaterführung, auch in Abhängigkeit von oftmals fehlender Loyalität involvierter Schauspieler und Obrigkeiten. Schmidt war sich jedoch nicht zu schade, sich unermüdlich den Erfordernissen anzupassen: er half in allen Fächern persönlich aus, selbst als Tenorist und Tänzer; seine Theaterleidenschaft war jedoch ungebrochen, auch wenn er zum Schluss nur noch ein unstetes Wanderleben führen konnte. Sein Todesjahr ist unbekannt geblieben.